# Dadzbog
Dadzbog – staropolskie imię męskie, złożone z członu Dadz ("daj") i -bog ("Bóg", ale pierwotnie "los, dola, szczęście"). Prawdopodobnie oznaczało wezwanie do losu: "daj, losie [późn. daj Bóg]".
Dadzbog imieniny obchodzi 29 września.
Żeński odpowiednik: Dadzboga.